# 美術はたのしっ!
『美術はたのしっ!』（びじゅつはたのしっ）は、2004年4月4日から9月26日までテレビ東京系列局で放送されていた教養バラエティ番組である。全25回。放送時間は毎週日曜8:30 - 9:00（JST）。
美術を題材にした番組で、「アート探偵団」というコーナーがあった。

## 出演者

### レギュラー
- とよた真帆
- つるの剛士
- 豊岡真澄 - リポーターを担当。

### ナレーター
- 広橋涼

| テレビ東京系列 日曜8:30 - 9:00枠                                  | テレビ東京系列 日曜8:30 - 9:00枠                                                  | テレビ東京系列 日曜8:30 - 9:00枠                                               |
| 前番組                                                            | 番組名                                                                            | 次番組                                                                         |
| ----------------------------------------------------------------- | --------------------------------------------------------------------------------- | ------------------------------------------------------------------------------ |
| ソニックX （2003年4月6日 - 2004年3月28日） 【同番組までアニメ枠】 | 美術はたのしっ! （2004年4月4日 - 2004年9月26日） 【本番組のみ教養バラエティ番組】 | ゾイドフューザーズ （2004年10月3日 - 2005年4月3日） 【同番組より再度アニメ枠】 |

| スタブアイコン | サブスタブ | この項目は、まだ閲覧者の調べものの参照としては役立たない、テレビ番組に関連した書きかけの項目です。この項目を加筆・訂正などしてくださる協力者を求めています（P:テレビ/PJ:放送または配信の番組）。 |